# Style Chão

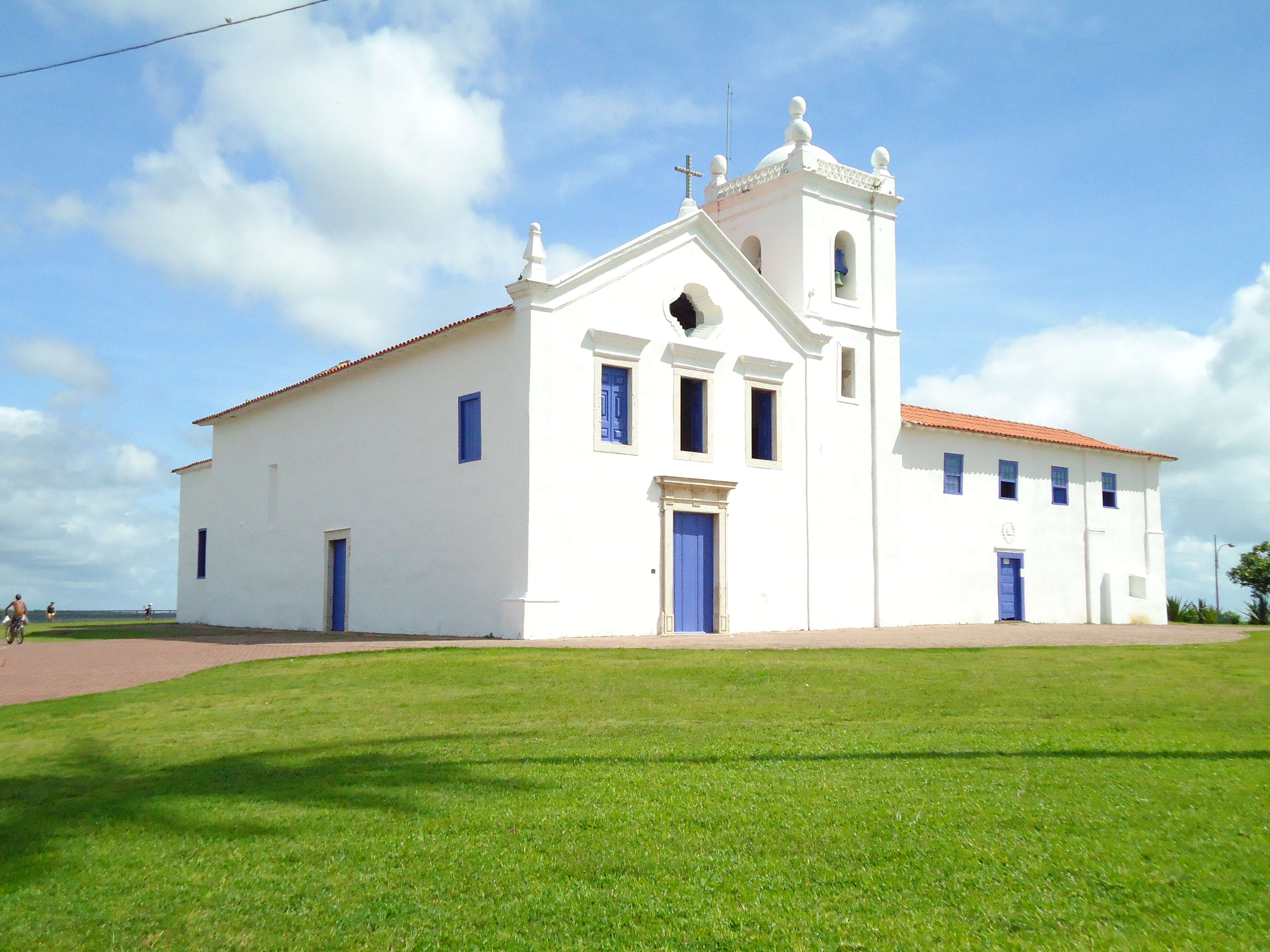
Nova Almeida, ES, Brasil, Igreja dos Reis Magos

Le style Chão est une expression qui fait référence à un style architectural portugais marqué par l'austérité des formes. Le terme a été créé par le théoricien américain George Kubler, qui définit ce style comme « une architecture vernaculaire, plus liée aux traditions d'un dialecte vivant qu'aux grands auteurs de l'Antiquité classique ». Ce même auteur fait remonter l'origine de ce style aux suggestions des architectes militaires italiens, bien qu'il puisse y avoir des influences de l'Europe du Nord et de la tradition architecturale portugaise elle-même.
Bien que souvent lié au style espagnol écorné, évident, par exemple, dans la palais Escorial, ce style est antérieur à la tendance architecturale espagnole d'environ une décennie, ce qui correspond à un changement de goût pendant le règne de João III, durant lequel " clarté, ordre, proportion et simplicité" ont commencé à être recherchés  (Miguel de Arruda a joué un rôle important dans l'affirmation de ce style).
C'est une architecture d'influence classique, utilisant les proportions d'or, la métrique, la proportion, la géométrie classique et le rectangle d'or; les volumes sont des parallélépipèdes rectangulaires, extrêmement compacts et orthogonaux. La décoration est évitée autant que possible, rendant les bâtiments trapus, fortifiés, bas et propres. C'est une attitude architecturale typiquement portugaise, née de la tentative de préserver l'identité nationale, dans une période de crise politique, économique et sociale.